# Amsterdam (schip, 1652)
De Amsterdam was een brander van de Admiraliteit van Amsterdam. Het schip heeft in 1652 dienstgedaan bij de Admiraliteit van Amsterdam. Het schip nam dat jaar deel aan de zeeslag bij Plymouth onder leiding van kapitein Jan Hendriksz Overbeek.